# Лілієнфельд (місто)
Лілієнфельд  (нім. Lilienfeldⓘ) — місто в Австрії, у федеральній землі Нижня Австрія. Центр округу Лілієнфельд. Займає площу 53,93 км² та є найменший за населенням центр округу Австрії.

## Гелграфія
Місто розташоване в долині річки Трайзен. Лілієнфельд знаходиться в провінції, яку стародавні римляни називали Норіком. 
Недалеко від абатства Лілієнфельд можна знайти станцію крісельного підйомника, яка доставляє мандрівників на вершину Мукенкоґель. 19 березня 1905 року Мукенкоґель став місцем першої офіційної гірськолижної гонки, яку виграв піонер гірськолижного спорту, чех за походженням Матіас Здарський.

## Населення
Чисельність населення міста, станом на 1 січня 2024 року, налічує 2 605 осіб.

## Визначні місця
- Монастир Лілієнфельд

## Персоналії
- Філіпп Лінгарт — австрійський футболіст, захисник клубу «Фрайбург» та національної збірної Австрії.
- Антон Пфеффер — австрійський футболіст та тренер.

## Міста-побратими
- Тршебич, Чехія
- Дзьоецу, Японія